# 何度、時をくりかえしても本能寺が燃えるんじゃが!?
『何度、時をくりかえしても本能寺が燃えるんじゃが!?』（なんど、ときをくりかえしてもほんのうじかもえるんじゃが）は、原作・井出圭亮、作画・藤本ケンシによる日本の漫画作品。『週刊ヤングマガジン』（講談社）にて、2020年50号から2024年38号まで連載。略称は「なんじゃが!?」。2023年5月時点で累計部数は55万部を突破している。元は2019年に原作の井出とヤングマガジン編集部の元、「信長タイムリープ」（仮）という企画から始まりコンペにより作画の藤本ケンシが選ばれ、連載開始に至った経緯がある。

## あらすじ
天正10年（1582年）、京・本能寺で明智光秀の謀反に遭い最期を迎えた織田信長の前に突如クマを名乗る生き物が現れ、ここで信長が死を迎えることの必然を説いたうえで“やりなおし”をさせてやると宣言、クマの放つ光に包まれ目を覚ました信長が居たのは本能寺の変を遡ること7年前の時であった。そこでのちに謀反を起こす明智光秀を斬殺した信長であったが次の瞬間、炎に包まれた本能寺に再び立っていた。本能寺の運命を逃れるため、天下布武を果たすために何度も死を繰り返して歴史を遡ってやり直す織田信長の物語が幕を開ける。

## 登場人物

### 主要人物
織田信長（おだ のぶなが）
天正10年（1582年）、天下布武を成し遂げる前に本能寺に倒れた戦国大名。突如現れたクマを名乗る名乗る謎の生物にやりなおしの機会を与えられ、7年前の軍議の場に飛ばされそこから自らが天下人として人生を全うするための人生やり直しを何度も繰り返すこととなる。信長が人を殺すたびに1582年の本能寺に飛ばされ、そこで必ず謀反に遭い何者かの手か偶然によって最期を迎える。基本的な人間性は変わらないが時をやり直して成長したお遥らとの出逢いを経て徐々に変わりつつある。
クマ
本能寺で最期を迎えた信長の前に現れたクマのぬいぐるみのような姿をした謎の生き物。信長に本能寺で死を迎える必然を説き、その人生をやりなおす機会を与える。
明智光秀（あけち みつひで）
本能寺で謀反を起こし信長を殺害した張本人。受けた恩義に報いる性格で、かつて恩を受けた長宗我部元親の治める四国を信長が攻め込むのを止めさせようとしていた。信長が四国攻めを止めて光秀を四国へ派遣した時空では元親の元で瞬く間に四国を統一すると毛利家・島津家・本願寺などを糾合して西日本の覇王、畿内四道連合軍の総大将となり、さらには武田家と上杉家も取り込んで織田家を滅ぼすほどの勢力を築いていた。ただしその時空では表面上は寛容な人物を装っているが、かつての信長同様の猜疑心に苛まれ、ハゲという言葉に敏感に反応し、自身の頭部の秘密に触れた者や疑念を抱いた者を直情的に殺める神経質な権力者となっていた。
帰蝶（きちょう）
濃姫とも。信長がかつて美濃斎藤家から迎えた正室で斎藤道三の娘。信長に献身的に仕えるがそそっかしくポンコツ気味。その死が明智光秀の離反したトリガーでもあった女性。信長には帰蝶、幼いころ世話をした光秀やお遥からは濃姫と呼ばれ慕われている。
お遥（よう）
信長、帰蝶付の侍女。明智光秀が覇王となる時空では殺人を隠蔽しようとした信長からたびたび金平糖を授けられたことなどでそれを恩義に思い、帰蝶の願いと勧めで一度織田家を出奔して武者修行を積んで女性ながら大太刀を振り回して島津義弘や師の斎藤利三とも渡り合える武力を持つに至り、甲冑に身を包んで素性を隠して織田家の兵に志願して、大太刀の金平丸と呼ばれる兵になっていた。主・信長を守るため奮闘するも斎藤利三に敗れ死亡する。成長して金平武者になったものの武力には長けるが気が短く、直情的な行動が目立ち信長にポンコツと評される。髪型は禿。

### 織田家
森蘭丸（もり らんまる）
信長の側近。基本的に信長には忠実であるが、光秀が覇王となる時空では信長を見限っており、自身の保身のため光秀に対する抵抗か切腹かの選択でやたらと信長を切腹をさせようとする。柴田勝家を通じて光秀に降り、その表面上の器の大きさに心服しかけたが何気ない一言から光秀の秘密に触れるに至り光秀によって柴田勝家、藤田伝五郎らの後に斬殺される。
柴田勝家（しばた かついえ）
信長に脳筋呼ばわりされていた。一度目のやりなおしで信長が光秀を殺害した時空では勝家が本能寺で謀反を起こしていた。光秀が覇王となる時空ではその部下となっていたが光秀の頭のことに触れたり、ふとした拍子に光秀の帽子を落としたことでその頭部に隠された秘密を見てしまい斬殺される。
羽柴秀吉（はしば ひでよし）
光秀が覇王となる時空では信長を裏切り光秀の元で台所奉行を務めていた。その後の時空では先の時空で信長を裏切っていたことなどから不破光治とともに本願寺に和睦の使者として派遣され、越前守護代に任じられた不破の補佐である守護代補佐として越前に飛ばされる。
九鬼嘉隆（くき よしたか）
志摩国を治め海賊大名の名を持つ織田家九鬼水軍の長。信長には生理的にムカつかれており光秀が覇王となる時空では天正4年（1576年）6月に信長の手によって暗殺されてしまい、死骸は埋められてその消息を絶った。このため正史と異なり鉄甲船ができず、本願寺勢と毛利勢の強盛を許すこととなっていた。

### 明智家
斎藤利三（さいとう としみつ）
明智軍宿老。光秀の腹心としてその考えを即座に理解して光秀との会話ではその言葉を光秀より早く食い気味に口走るほど。お遥の剣の師。
玉姫（たまひめ）
明智光秀の娘（三女）。極度に我儘な性格で光秀が覇王となる時空では信長に嫁がされることになり掛けていたが直前で破談となりそれを恨み骨髄に思い、信長の首（命）に対して病的なほどに執着していた。美男子が好きで周りを顔の良い若い男で固めているが、ちょっとでも傷がつくと直ぐに処分させるなど非道な性格でもある。熊の楓に騎乗して暇潰しとして光秀の居城・須弥城内を移動し自身が通る際には兵士に気勢を上げて讃えるように強要する。偶然出会ったお遥を気に入り家臣にして剣を捨てさせようとしたが叶わず、お遥が信長の家臣と知った後は憎まれ口をたたいていたもののお遥が斎藤利三に斬られて敗れたときは気にかけていた。
楓（ふう）
玉が騎乗する熊。性別は雌。
藤田伝五郎 （ふじた でんごろう）
光秀の父の代から仕える明智軍の宿老。光秀が覇王となる時空で猜疑心に囚われた光秀によって斬殺される。
雑賀孫一（さいか まごいち）
正史では度々織田軍と戦った傭兵で雑賀の鉄砲衆の頭目。光秀が覇王となる時空ではその下に仕える。光秀が築いた須弥城の門にて城内に入ろうとする民の検問を行う。信長の見立てでは一見真面目なタイプだったが、城に入ろうとする京の民たちを厳しくかつ適当に取り調べ、些細な理由で怪しいと見た者は鉄砲の弾を過剰なまでに撃ち込んで処刑している。

### 島津家
島津義弘（しまづ よしひろ）
島津4兄弟の次男。戦闘狂で松永久秀の爆弾の直撃を食らっても死なずに治療を受ければ戦い続けられるほど頑丈。光秀が覇王となる時空の天正10年では本来の島津家当主である兄・島津義久はじめ、島津歳久、島津家久の兄弟が皆亡くなっており、島津家の17代当主を務めている。島津の兵たちには4兄弟最後の生き残りとしてやや過保護に扱われており、信長の首受取人として本能寺に現れお遥との戦いを楽しむが手傷を負ったことで配下の兵たちに強制的に戦いを中断、収容されて治療を受けさせられ信長を逃すこととなる。猫が好き。須弥城の門で再び信長の前に現れた際の肩書は九州の鬼将軍。
東郷重位（とうごう しげかた）
島津義弘に従う武将。

### 武田家
武田勝頼（たけだ かつより）
武田家の第20代当主。光秀が覇王となる天正10年の時空では光秀とともに信長を討つため四道連合軍に合流し京に上っている。得物は背に背負った複数の大鉄砲。初登場時の肩書は獅子を継ぐ者。
真田信之（さなだ のぶゆき）
勝頼に従う武将。

### 長宗我部家
長宗我部元親（ちょうそかべ もとちか）
長宗我部家の第21代当主。かつて土佐に流れ着いた光秀を救った人物。光秀が覇王となる時空では信長の指示で配下となった光秀指揮の元で正史より4年早く四国を統一し、光秀を畿内四道連合軍総大将に押し上げる。銭勘定について厳しい考えを持っている。初登場時の肩書は南海の覇王。
中島可之助（なかじま べくのすけ）
長宗我部家家臣。

### 本願寺
本願寺顕如（ほんがんじ けんにょ）
浄土真宗本願寺派の第11世宗主。強いカリスマを持ち、各地に門徒を抱えるため一国の大名を凌ぐ軍事力を持つ。初登場時の肩書は浄土よりの使者。
下間頼廉（しもつま らいれん）
本願寺軍事指揮官。

### 上杉家
上杉景勝（うえすぎ かげかつ）
上杉家の第17代当主。上杉謙信の養子。光秀が覇王となる時空では畿内四道連合軍に加わり京に上っている。言葉が何を言っているのかわからないため作中ではルビがふられている。兜を脱ぐとモヒカン頭。初登場時の肩書は軍神の後継者。
直江兼続（なおえ かねつぐ）
上杉家家臣。

### 毛利家
毛利輝元（もうり てるもと）
毛利家の第14代当主。光秀が覇王となる時空では畿内四道連合軍に加わり京に上っている。言葉が常に「矢」「也」「邪」などの漢字一文字で書いて「やー」「や」と言うのみでその意を汲み取れる者は家臣の児玉就英のみ。得物は弓矢。初登場時の肩書は最強艦隊。
児玉就英（こだま なりひで）
毛利家水軍の将兼通訳。

## 書誌情報
- 井出圭亮（原作） 藤本ケンシ（作画） 『何度、時をくりかえしても本能寺が燃えるんじゃが!?』講談社 〈ヤンマガKCスペシャル〉、全16巻
  1. 2021年3月5日発行（同日発売[9]）、ISBN 978-4-06-522581-3
  2. 2021年5月6日発行（同日発売[10]）、ISBN 978-4-06-523293-4
  3. 2021年8月5日発行（同日発売[11]）、ISBN 978-4-06-524344-2
  4. 2021年11月5日発行（同日発売[12]）、ISBN 978-4-06-525837-8
  5. 2022年2月4日発行（同日発売[13]）、ISBN 978-4-06-526823-0
  6. 2022年5月6日発行（同日発売[14]）、ISBN 978-4-06-527792-8
  7. 2022年8月5日発行（同日発売[15]）、ISBN 978-4-06-528796-5
  8. 2022年11月4日発行（同日発売[16]）、ISBN 978-4-06-529792-6
  9. 2023年3月6日発行（同日発売[17]）、ISBN 978-4-06-531056-4
  10. 2023年6月6日発行（同日発売[18]）、ISBN 978-4-06-532032-7
  11. 2023年9月6日発行（同日発売[19]）、ISBN 978-4-06-533006-7
  12. 2023年12月6日発行（同日発売[20]）、ISBN 978-4-06-533930-5
  13. 2024年3月6日発行（同日発売[21]）、ISBN 978-4-06-534912-0
  14. 2024年6月6日発行（同日発売[22]）、ISBN 978-4-06-535823-8
  15. 2024年9月5日発行（同日発売[23]）、ISBN 978-4-06-536875-6
  16. 2024年10月6日発行（同日発売[24]）、ISBN 978-4-06-537268-5